# Quand un roi perd la France
Quand un roi perd la France est un roman historique écrit par Maurice Druon et publié en 1977.
C'est le septième et dernier tome de la série des Rois maudits. Il est précédé par le roman Le Lis et le Lion, dont le récit couvrait la période allant de 1328 à 1361.

## Caractéristiques
C’est avec le tome 6 que s’arrête l’histoire proprement dite des Rois maudits. Dans le dernier tome de son récit, Quand un roi perd la France, Druon raconte, à travers le personnage du cardinal Hélie de Périgord, les débuts catastrophiques de la guerre de Cent Ans avec son cortège de batailles perdues pour la France, les règnes désastreux de Philippe VI de Valois et de Jean II le Bon, les tribulations du roi de Navarre, le règne de Gaston Fébus…
Ce tome est complètement distinct des autres, en particulier par son style, narré à la première personne par le personnage du cardinal, sous forme d’entretiens qu’il a au cours d’un voyage qui le mène à la cour de l’empereur Charles IV.
Contrairement aux six tomes antérieurs, il n'a d'ailleurs été adapté dans aucune des deux versions télévisées de cette œuvre, ni en 1972, année quoi qu'il en soit antérieure à sa publication, ni même en 2005, où la seconde mini-série condense les six tomes originels en seulement cinq épisodes.

## Résumé
C’est au cours de ce voyage de Périgueux à Metz que le narrateur détaille les péripéties du début de la guerre de Cent Ans, auxquelles il a fort participé, à son neveu Archambaud, futur comte de Périgord, et dans une moindre mesure à son secrétaire et, par leur intermédiaire, au lecteur.